# Hulicze
Hulicze (biał. Гулічы, Huliczy; ros. Гуличи, Guliczi) – wieś na Białorusi, w obwodzie brzeskim, w rejonie lachowickim, w sielsowiecie Żerebkowicze.

## Historia
W XIX i w początkach XX w. folwark położony w Rosji, w guberni mińskiej, w powiecie słuckim. Należał do klucza lachowickiego Kossakowskich.
W dwudziestoleciu międzywojennym wieś i folwark leżące w Polsce, w województwie nowogródzkim, w powiecie baranowickim, w gminie Lachowicze. W 1921 wieś liczyła 275 mieszkańców, zamieszkałych w 54 budynkach, w tym 260 Białorusinów, 9 Żydów i 6 Polaków. 266 mieszkańców było wyznania prawosławnego i 9 mojżeszowego. Folwark liczył zaś 40 mieszkańców, zamieszkałych w 2 budynkach, wyłącznie Białorusinów. 32 mieszkańców było wyznania prawosławnego i 8 rzymskokatolickiego.
Po II wojnie światowej w granicach Związku Sowieckiego. Od 1991 w niepodległej Białorusi.